# Левитт, Стивен
Стивен Дэвид Левитт (англ. Steven David Levitt; род. 29 мая 1967, Новый Орлеан, Луизиана, США) — американский экономист, соавтор мирового бестселлера Фрикономика (англ. Freakonomics), написанная совместно с журналистом Стивеном Дж. Дабнером (англ. Stephen J. Dubner)
Награждён медалью Дж. Б. Кларка, вручаемую раз в два года лучшему американскому экономисту в возрасте до сорока лет, за исследования в области экономики преступности. На данный момент является почётным профессором экономики Университета Чикаго.
В 2006 году был назван одним из «100 человек, которые формируют наш мир» (англ. «100 People Who Shape Our World.»).
В 2011 году вошел в четвёрку самых «любимых» ныне живущих экономистов возрастом менее 60 лет вместе с Полом Кругманом, Грегори Мэнкью, Дароном Аджемоглу. («Любовь» измерялась в количестве ссылок на автора).

## Биография
В 1989 году получил в Гарвардском университете бакалавра гуманитарных наук по экономике.
В 1994 году в Массачусетском технологическом институте получил доктора философии по экономике.
С 1997 года преподаёт в Чикагском университете, где с 1999 года является профессором, а настоящее время заслуженным профессором имени Уильяма Б. Огдена и директором Беккеровского центра теории цен.
Wall Street Journal однажды описал его следующими словами: «Если бы Индиана Джонс был экономистом, то он бы был Стивеном Левиттом». Впоследствии учёный рассказывал на Открытии Генеральной Сессии Ежегодной конференции ALA 2013 г. в Чикаго, как его жена прокомментировала тот заголовок: «Индиана Джонс? На мой взгляд, Джим Джонс был бы более подходящим сравнением».
В подростковом возрасте кумиром Стивена Д. Левитта был Алан Гринспен. «Я хотел быть экономистом, который, когда я совершил ужасную ошибку в суждениях, приводил рынки в конвульсию, а мир перевернулся вверх дном» — шутил экономист.
Думал бросить учёбу до того момента, пока отец не дал совет: «Если ты хочешь преуспеть в профессии, к которой у тебя нет таланта, единственная надежда, которая у тебя есть — это заняться темами, к которым ни один уважающий себя представитель этой профессии и близко не подойдет».

## Профессиональная деятельность
Его работа по различным экономическим темам включает в себя более 60 научных публикаций. Особенно заинтересован темами преступности и обмана.
Обман учителей в школе и спортсменов сумо
Левитт и Брайан Джейкоб (2003) выяснили, что «плохие» учителя будут склонны исправлять ответы школьников на верные комбинации. Они разработали алгоритм для выявления обмана учителей, пытающихся незаконным путем повысить оценки учеников. Дагган и Левитт (2002) предоставили существенные статистические доказательства того, что в японской борьбе сумо имеет место жульничество.
Экономический анализ финансов банд наркоторговцев
Левитт и Судхир Аллади Венкатеш (2000) проанализировали набор данных, в котором подробно описывается финансовая деятельность уличной банды, торгующей крэком. Они выяснили, что высокие риски, связанные с данной деятельностью (25 % шанс быть убитым), не покрывают перспективу высоких доходов, к которой стремятся все участники банды.
Все данные соавтор Левитта, Судхир Аллади Венкатеш, собирал самостоятельно, войдя в доверие к одной из банд, которая предоставила учёным свои финансы.
Влияние легализации абортов на уровень преступности
Статья на эту тему (на английском языке): Legalized abortion and crime effect
Джон Донохью и Левитт (2001) пришли к выводу, что легализация абортов в свое время сократило уровень преступности в США, так как вероятность родиться в неблагоприятной семье заметно уменьшилась.
LoJack
Эйрс и Левитт (1998) использовали новый набор данных о распространенности LoJack (противоугонная система) для оценки социальных внешних факторов, связанных с их использованием. Они обнаружили, что предельная социальная выгода от Lojack в пятнадцать раз превышает предельную социальную стоимость в районах с высоким уровнем преступности, но те, кто устанавливает LoJack, получают менее десяти процентов от общих социальных выгод.
Связь между вождением в нетрезвом виде и количеством аварий
Левитт и Портер (2001) выяснили, что пьяные водители в семь раз чаще вызывают аварию со смертельным исходом, чем трезвые водители. Внешний эффект на милю, преодоленную пьяным водителем, составляет не менее тридцати центов, из чего следует, что надлежащий штраф за компенсацию этой стоимости должен быть примерно 8000 фунтов.

## Научные труды

### Монографии
- «Детская преступность и наказание» (Juvenile Crime and Punishment, 1998);
- «Насколько опасны пьющие водители?» (How Dangerous Are Drinking Drivers? 2001);
- «Альтернативные стратегии для установления связи между занятостью и преступностью» (Alternative Strategies for Identifying the Link Between Unemployment and Crime, 2001).
- «Фрикономика» (Freakonomics, 2005)
- Стивен Левитт, Стивен Дабнер[англ.]. Фрикономика[англ.] = Freakonomics: A Rogue Economist Explores the Hidden Side of Everything. — М.: Манн, Иванов и Фербер. — ISBN 978-5-91657-146-2.
- Стивен Левитт, Стивен Дабнер. Суперфрикономика = Superfreakonomics: Global Cooling, Patriotic Prostitutes, and Why Suicide Bombers Should Buy Life Insurance. — М.: Манн, Иванов и Фербер, 2010. — ISBN 978-5-91657-097-7.
- Стивен Левитт, Стивен Дабнер. Фрикомыслие: Нестандартные подходы к решению проблем[англ.] = Think Like a Freak: The Authors of Freakonomics Offer to Retrain Your Brain. — М.: Альпина Паблишер, 2015. — 199 с. — ISBN 978-5-9614-4917-4.
- Стивен Левитт, Стивен Дабнер. Когда грабить банк и другие лайфхаки[англ.] = When to Rob a Bank. ...And 131 More Warped Suggestions And Well-Intended Rants. — М.: Альпина Паблишер, 2016. — 240 с. — ISBN 978-5-9614-5487-1.

### Статьи
- «Four essays in positive political economy» PhD Thesis, DSpace@MIT. Massachusetts Institute of Technology, Dept. of Economics, 1994.
- «Using Repeat Challengers to Estimate the Effect of Campaign Spending on Election Outcomes in the U.S. House.» Journal of Political Economy, 1994, 102(4), pp. 777–98.
- «How Do Senators Vote? Disentangling the Role of Voter Preferences, Party Affiliation, and Senator Ideology.» American Economic Review, 1996, 86(3), pp. 425–41.
- «The Effect of Prison Population Size on Crime Rates: Evidence from Prison Overcrowding Litigation.» Quarterly Journal of Economics, 1996, 111(2), pp. 319–51.
- «The Impact of Federal Spending on House Election Outcomes.» Journal of Political Economy, 1997, 105(1), pp. 30–53. (with Snyder, James M. Jr.).
- «Using Electoral Cycles in Police Hiring to Estimate the Effect of Police on Crime.» American Economic Review, 1997, 87(3), pp. 270–90.
- «Measuring Positive Externalities from Unobservable Victim Precaution: An Empirical Analysis of Lojack.» Quarterly Journal of Economics, 1998, 113(1), pp. 43–77 (with Ayres, Ian).
- Levitt, Steven D. (1998). Juvenile Crime and Punishment. Journal of Political Economy. 106 (6): 1156–85. doi:10.1086/250043.
- «An Economic Analysis of a Drug-Selling Gang’s Finances.» Quarterly Journal of Economics, 2000, 115(3), pp. 755–89. (with Venkatesh, Sudhir A.).
- «The Impact of Legalized Abortion on Crime.» Quarterly Journal of Economics, 2001, 116(2), pp. 379–420. (with Donohue, John J., III).
- «How Dangerous Are Drinking Drivers?» Journal of Political Economy, 2001, 109(6), pp. 1198–237. (with Porter, Jack) .
- «Testing Mixed-Strategy Equilibria When Players Are Heterogeneous: The Case of Penalty Kicks in Soccer.» American Economic Review, 2002, 92, pp. 1138–51 (With Chiappori, Pierre-Andre and Groseclose, Timothy).
- «Winning Isn’t Everything: Corruption in Sumo Wrestling.» American Economic Review, 2002, 92(5), pp. 1594–605. (with Duggan, Mark).
- «Using Electoral Cycles in Police Hiring to Estimate the Effects of Police on Crime: Reply.» American Economic Review, 2002, 92(4), pp. 1244–50.
- «Rotten Apples: An Investigation of the Prevalence and Predictors of Teacher Cheating» Quarterly Journal of Economics, 2003, 118(3), pp. 843–77. (with Jacob, Brian A.).
- «The Causes and Consequences of Distinctively Black Names.» Quarterly Journal of Economics, 2004, 119(3), pp. 767–805. (with Fryer, Roland G. Jr.)
- Levitt, Steven D. (2004). Testing Theories Of Discrimination: Evidence From Weakest Link (PDF). Journal of Law and Economics. 47 (2): 431–53. CiteSeerX 10.1.1.312.2078. doi:10.1086/425591.
- Levitt, Steven D. (Winter 2004). Understanding Why Crime Fell in the 1990s: Four Factors that Explain the Decline and Six that Do Not (PDF). Journal of Economic Perspectives. 18: 163–90. CiteSeerX 10.1.1.210.3073. doi:10.1257/089533004773563485.